# Букс (Цюрих)
Букс (нем. Buchs ZH) — коммуна в Швейцарии, в кантоне Цюрих.
Входит в состав округа Дильсдорф. Население составляет 5097 человек (на 31 декабря 2007 года). Официальный код — 0083.

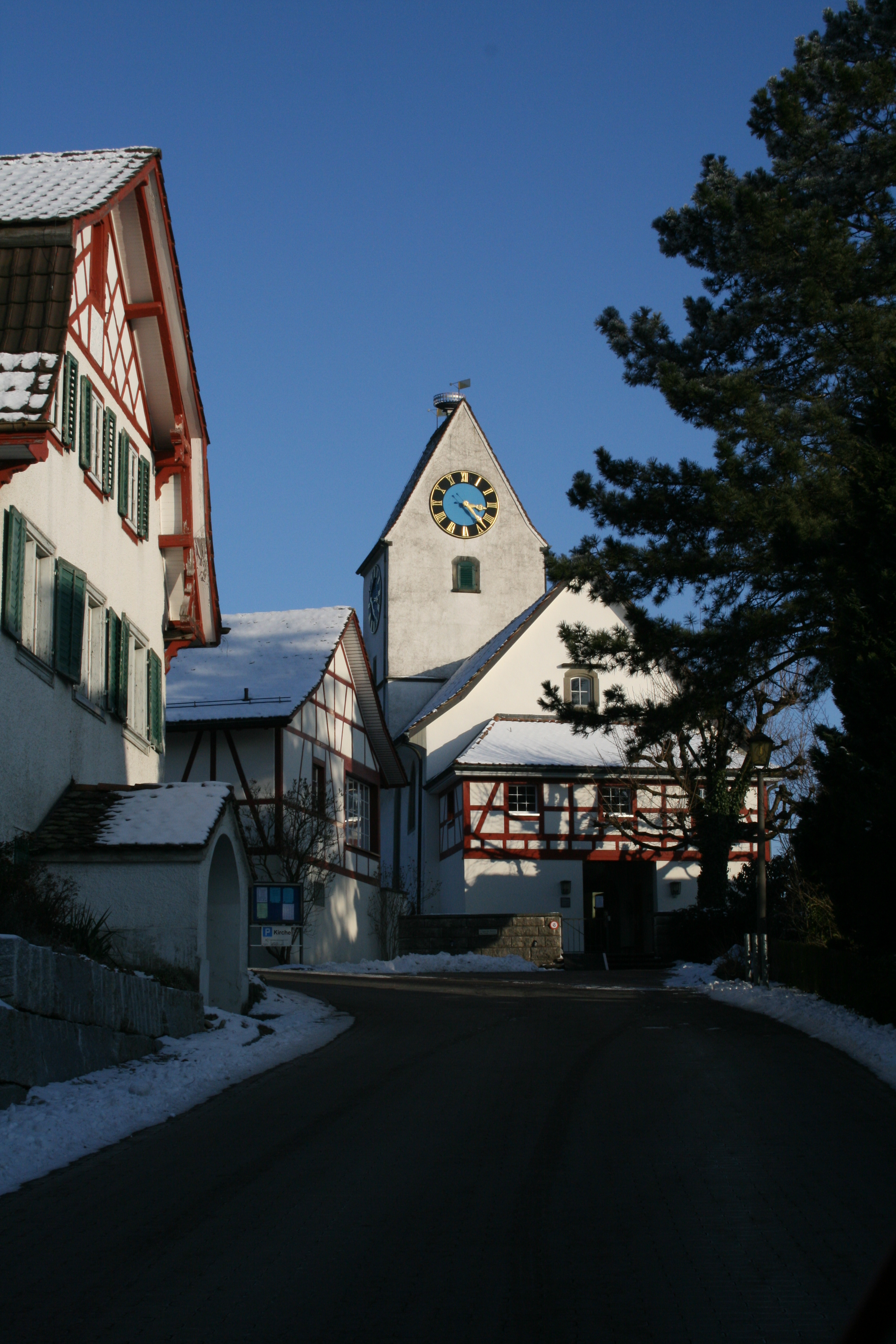
Церковь